# Sutratma
Sutratma (Sanskrit Kofferwort aus sūtra für Faden oder Kette und ātman für das absolute Selbst, wird vage mit Seelenfaden übersetzt.) ist eine 2010 gegründete Funeral-Doom-Band.

## Geschichte
Die im Jahr 2010 um den Gitarristen und Keyboarder Adi Tejada und den Sänger Denver Dale gegründete kalifornische Band Sutratma debütierte 2012 mit einem selbstbetitelten Album im Selbstverlag. Nach der Veröffentlichung der EP Hourglass im Jahr nach dem Debüt vergingen Jahre, bis Sutratma mit einem neuen Album zurückkehrte. Until the End erschien 2018 über Baneful Genesis Records und wurde von Stefano Cavanna in seiner Genre-Enzyklopädie Il suono del Dolore. Trent’anni di Funeral Doom. als „großartiges Werk“ gelobt. Trotz der herausstechenden Qualität blieb die Popularität der Band auf Kalifornien beschränkt, wo Sutratma trotz längerer Veröffentlichungspausen häufig Live auftraten.

## Stil
Das Debüt der Band nutzt die Grundform des Funeral Doom für eine Variante, die sie „sehr melodisch“ ausgestaltet. Until the End erweise sich hingegen als „etwas düsterer und mit mehr emotionalen Konnotationen“.

## Diskografie
- 2012: Sutratma (Album, Selbstverlag)
- 2013: Hourglass (EP, Selbstverlag)
- 2018: Until the End (Album, Baneful Genesis Records)
- 2020: Sirens (Download-Single, Selbstverlag)